# 무지개 로드
무지개 로드(영어: Rainbow Road)는 닌텐도가 제작한 《마리오 카트》 경주 게임 시리즈에 등장하는 일련의 레벨들의 이름이다. 우주공간에 정체된 무지개빛깔의 경주로로 구성된 것이 특징으로 《마리오 카트》 비디오 게임을 상징하는 요소로 인식된다.

## 개요
무지개 로드는 각 게임의 스페셜 컵 마지막 경주로로 등장한다. 경주로 밖으로의 추락을 막는 안전난간이 부재하고 가파른 급경사나 굽인 길이 포진해서 대개 게임 내 최고난이도의 트랙이다.